# Mercedes-Benz F700
Mercedes-Benz F700 — концепт-кар, випущений компанією Mercedes-Benz у 2007 році. Вперше він був представлений публіці на Франкфуртському автосалоні 2007 року.

## Двигун DiesOtto

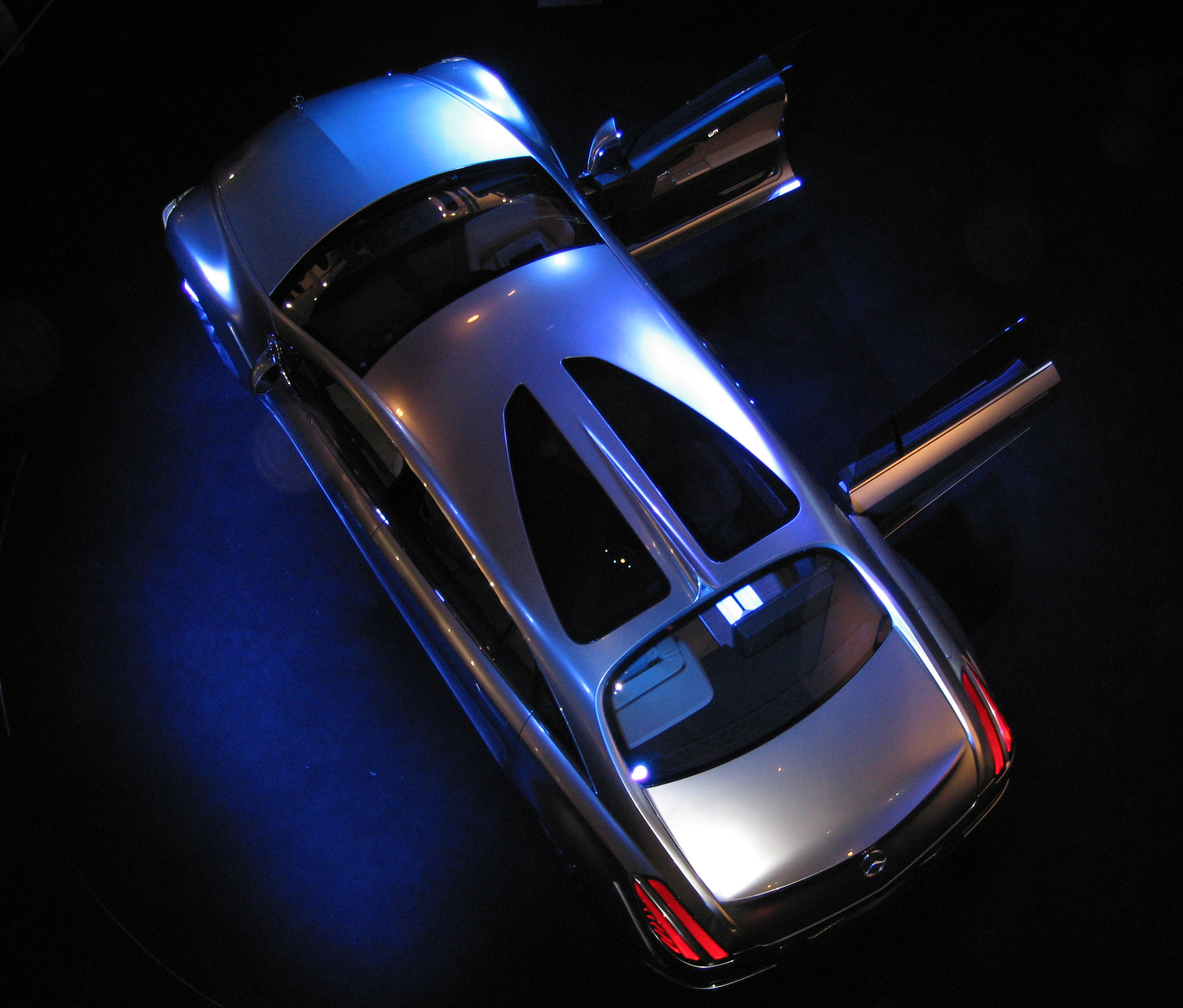

Нещодавно розроблений двигун Diesotto в першу чергу відповідає за досягнуту продуктивність. У F 700 він вперше використовується як чотирициліндровий двигун з робочим об’ємом 1,8 л і потужністю 175 кВт (238 к.с.). Крутний момент становить 400 Нм. F700 може розганятися від 0 до 100 км/год за 7,6 секунди. Максимальна швидкість була обмежена 200 км/год. Двигун також оснащений безпосереднім уприскуванням, двома турбонагнітачами та змінним стисненням.
Однак найважливішим елементом нової технології DiesOtto є просторове запалювання горіння при частковому навантаженні. Це дуже ефективний процес згоряння, подібний до процесу згоряння в дизельному двигуні, і особливо вигідний на низьких і середніх швидкостях. Паливно-повітряна суміш запалюється самостійно. F700 запускається як звичайний бензиновий двигун за допомогою свічки запалювання, яка також використовується під високими навантаженнями. Очищення вихлопних газів здійснюється стандартним трикомпонентним каталітичним нейтралізатором. Електродвигун у F700 пропонує переваги, особливо під час міської їзди, і забезпечує додаткові 15 кВт для прискорення.

## Шасі
Інший новий винахід під назвою Pre-Scan вперше використовується в F700. Два лідарні лазерні сканери, інтегровані у фари, сканують дорогу попереду автомобіля та виявляють нерівності. Система активної підвіски ABC (Active Body Control) обробляє інформацію про нерівності дороги для підвищення комфорту водіння. Він був запущений у виробництво під назвою Magic Body Control у 2013 році на Mercedes-Benz W222.

## Підвіска PRE-SCAN
Підвіска PRE-SCAN була модернізацією Active Body Control . Використовуючи підвіску PRE-SCAN, автомобіль не тільки дуже чутливо реагує на нерівності дорожнього покриття, але й діє випереджаюче. PRE-SCAN використовує два лазерні датчики в фарах як «очі», які створюють точну картину стану дороги. На основі цих даних блок керування розраховує параметри активної підвіски, щоб забезпечити найвищий рівень комфорту.
PRE-SCAN був раннім прототипом Magic Body Control (зі скануванням дорожніх поверхонь), який був представлений у 2013 році на Mercedes-Benz S-Class (W222). Серійна версія використовує подвійні оптичні стереокамери з візуальним світлом замість лазера.